# Cauvigny
Ne doit pas être confondu avec Cavigny.
Cauvigny est une commune française située dans le département de l'Oise en région Hauts-de-France.
Ses habitants sont appelés les Mavais.

## Géographie

### Description

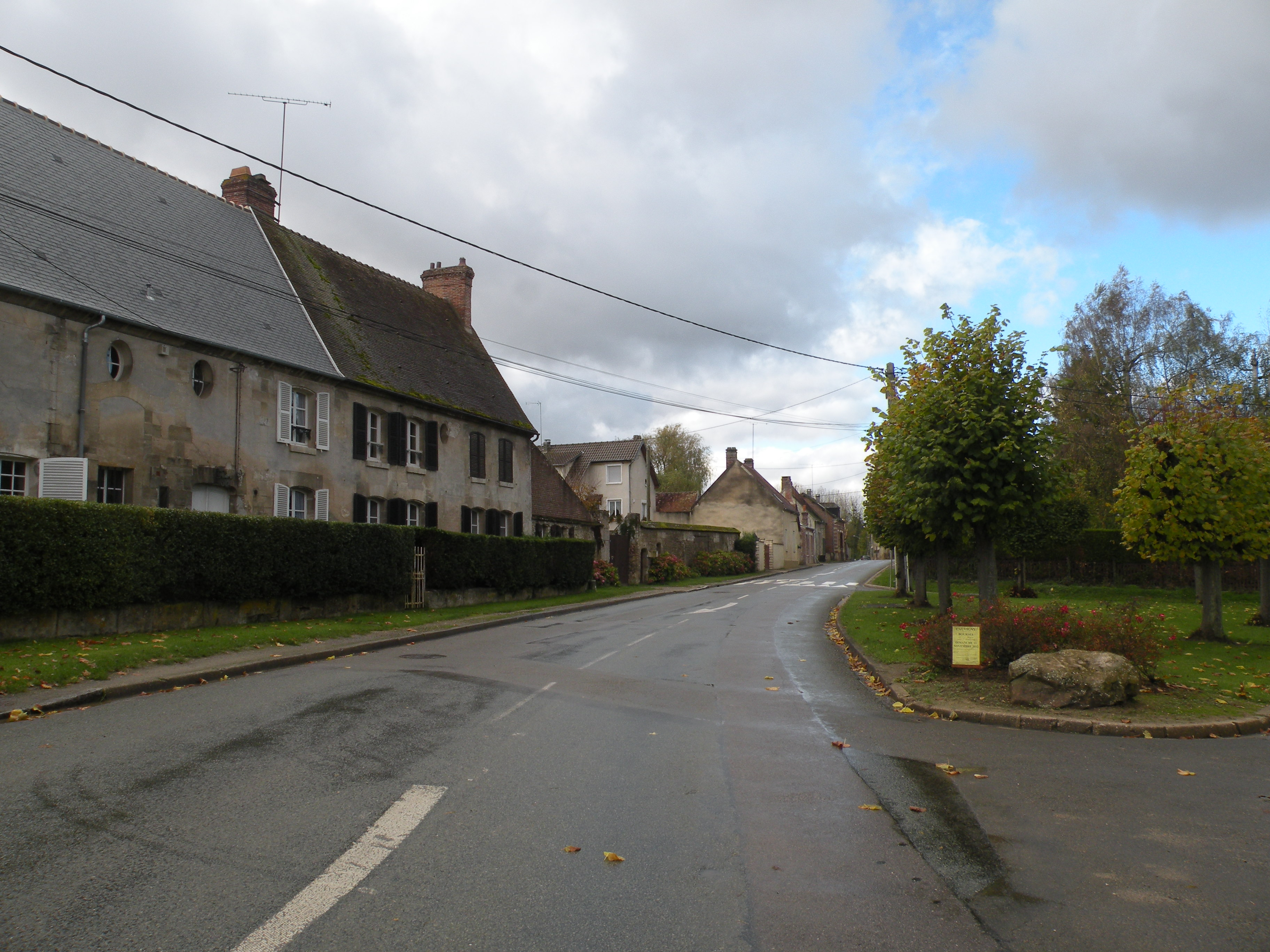
La Place des Fusillés.

Cauvigny est un village périurbain picard du Pays de Thelle dans l'Oise, situé à 18 km à l'ouest de Creil, 11 km au nord-est de Méru, à 19 km aau sud-est de Beauvais et à 15 km au sud-ouest de Clermont.
Le territoire communal estg tangenté à l'ouest par l'ancienne route nationale 1 (actuelle RD  1001).

### Communes limitrophes
| Noailles         | Berthecourt             | Mouchy-le-Châtel   |
| Sainte-Geneviève | Cauvigny                | Mouy               |
| Novillers        | Lachapelle-Saint-Pierre | Ully-Saint-Georges |

### Hydrographie

#### Réseau hydrographique
La commune est située dans le bassin Seine-Normandie. Elle est drainée par le ruisseau de Cires et le fossé 02 de la commune de Cauvigny,,.
Le ruisseau de Cires, d'une longueur de 14 km, prend sa source dans la commune  et se jette  dans le Thérain à Bury, après avoir traversé six communes. 

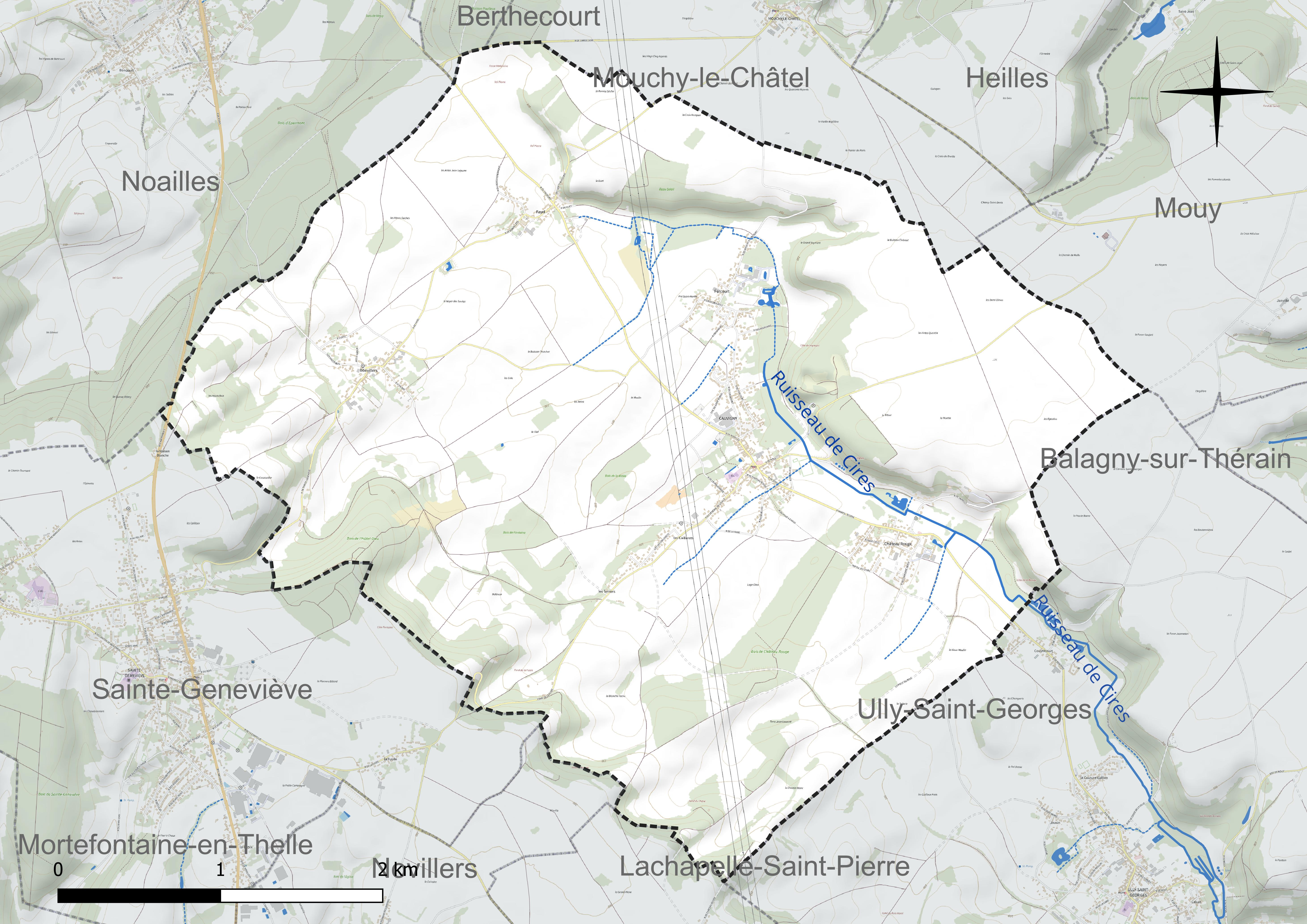
Réseau hydrographique de Cauvigny.

#### Gestion et qualité des eaux
Le territoire communal est couvert par le schéma d'aménagement et de gestion des eaux (SAGE) « Sensée ». Ce document de planification concerne un territoire de 1 219 km2 de superficie, délimité par le bassin versant du Thérain. Le périmètre a été arrêté le 27 janvier 2023 et le SAGE proprement dit est, en 2024, en cours d'élaboration. La structure porteuse de l'élaboration et de la mise en œuvre est le syndicat intercommunal de la Vallée du Thérain (SIVT). 
La qualité des cours d'eau peut être consultée sur un site dédié géré par les agences de l'eau et l'Agence française pour la biodiversité. 

### Climat
Pour des articles plus généraux, voir Climat des Hauts-de-France et Climat de l'Oise.
En 2010, le climat de la commune est de type climat océanique dégradé des plaines du Centre et du Nord, selon une étude du CNRS s'appuyant sur une série de données couvrant la période 1971-2000. En 2020, Météo-France publie une typologie des climats de la France métropolitaine dans laquelle la commune est exposée à un climat océanique et est dans une zone de transition entre les régions climatiques « Sud-ouest du bassin Parisien » et « Nord-est du bassin Parisien ». 
Pour la période 1971-2000, la température annuelle moyenne est de 10,5 °C, avec une amplitude thermique annuelle de 14,4 °C. Le cumul annuel moyen de précipitations est de 734 mm, avec 12,1 jours de précipitations en janvier et 8,3 jours en juillet. Pour la période 1991-2020, la température moyenne annuelle observée sur la station météorologique la plus proche, située sur la commune de Creil à 18 km à vol d'oiseau, est de 11,2 °C et le cumul annuel moyen de précipitations est de 662,2 mm,. Pour l'avenir, les paramètres climatiques de la commune estimés pour 2050 selon différents scénarios d'émission de gaz à effet de serre sont consultables sur un site dédié publié par Météo-France en novembre 2022.

## Urbanisme

### Typologie
Au 1er janvier 2024, Cauvigny est catégorisée bourg rural, selon la nouvelle grille communale de densité à sept niveaux définie par l'Insee en 2022.
Elle est située hors unité urbaine. Par ailleurs la commune fait partie de l'aire d'attraction de Paris, dont elle est une commune de la couronne,. 

### Occupation des sols
L'occupation des sols de la commune, telle qu'elle ressort de la base de données européenne d'occupation biophysique des sols Corine Land Cover (CLC), est marquée par l'importance des territoires agricoles (75,2 % en 2018), une proportion sensiblement équivalente à celle de 1990 (75,1 %). La répartition détaillée en 2018 est la suivante : 
terres arables (66,8 %), forêts (20,8 %), zones agricoles hétérogènes (8,3 %), zones urbanisées (4,1 %). L'évolution de l'occupation des sols de la commune et de ses infrastructures peut être observée sur les différentes représentations cartographiques du territoire : la carte de Cassini (XVIIIe siècle), la carte d'état-major (1820-1866) et les cartes ou photos aériennes de l'IGN pour la période actuelle (1950 à aujourd'hui).

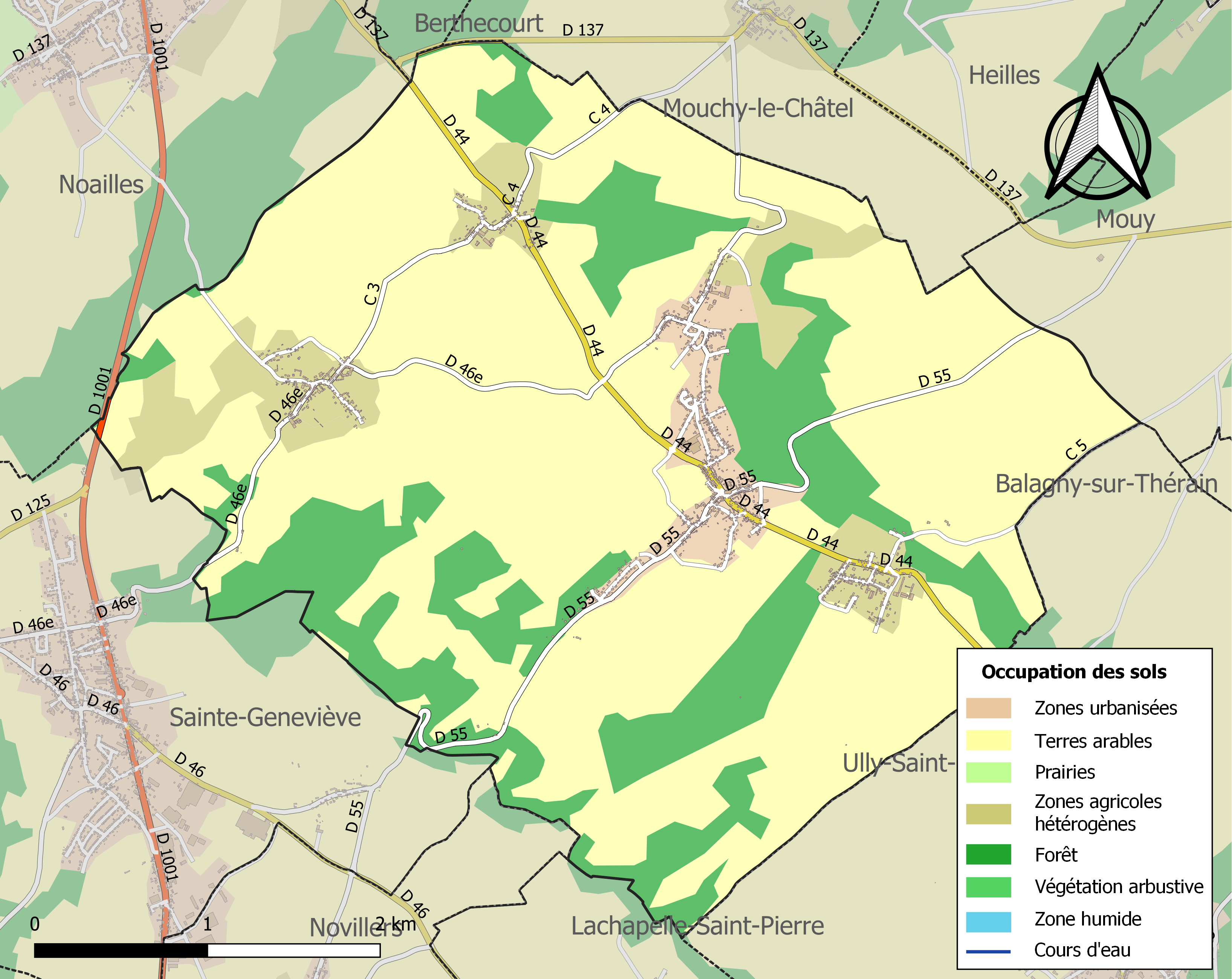
Carte des infrastructures et de l'occupation des sols de la commune en 2018 (CLC).

### Lieux-dits, hameaux et écarts
Les hameaux de la commune sont  Château-Rouge, Fercourt, Fayel et Bonvillers.

### Habitat et logement
En 2018, le nombre total de logements dans la commune était de 701, alors qu'il était de 630 en 2013 et de 618 en 2008.
Parmi ces logements, 88,7 % étaient des résidences principales, 5,5 % des résidences secondaires et 5,8 % des logements vacants. Ces logements étaient pour 95,3 % d'entre eux des maisons individuelles et pour 4,5 % des appartements.
Le tableau ci-dessous présente la typologie des logements à Cauvigny en 2018 en comparaison avec celle de l'Oise et de la France entière. Une caractéristique marquante du parc de logements est ainsi une proportion de résidences secondaires et logements occasionnels (5,5 %) supérieure à celle du département (2,5 %) et à celle de la France entière (9,7 %). Concernant le statut d'occupation de ces logements, 87,8 % des habitants de la commune sont propriétaires de leur logement (89,5 % en 2013), contre 61,4 % pour l'Oise et 57,5 pour la France entière.
| Typologie                                               | Cauvigny | Oise | France entière |
| ------------------------------------------------------- | -------- | ---- | -------------- |
| Résidences principales (en %)                           | 88,7     | 90,4 | 82,1           |
| Résidences secondaires et logements occasionnels (en %) | 5,5      | 2,5  | 9,7            |
| Logements vacants (en %)                                | 5,8      | 7,1  | 8,2            |

### Risques naturels et technologiques
Cauvigny est soumis au risque d'iniondations pluviales, car le territoire communal est situé en contrebas des localités voisines et récupère une partie des ruissellements de Noailles, Sainte-Geneviève et  Mouchy-le-Châtel, et le centre-ville est inondé environ une fois par an. La municipalité enjoint aux résidents d'entretenir les fossés situés dans leurs propriétés afoin d'améliorer le drainage et l'évacuation des eaux de pluie.

### Voies de communication et transports
La commune est desservie, en 2023, par les lignes 6101, 6138, 6142, 6202 et 6344 du réseau interurbain de l'Oise.
Des services scolaires et un service de transport à la demande dénommé Pass Thelle Bus organisé par l'intercommunalité fonctionne dans la commune.

## Toponymie
Le nom de la localité est attesté sous la forme latinisée Calviniacus en 899 et  Cauvignacum en 1070.
Homonymie avec Cauvigny à Trefcon (Aisne), Calviniacus en 899.
Il s'agit d'une formation toponymique gallo-romane en (-i)-acum, suffixe de localisation, puis de propriété d'origine gauloise. Il est précédé du nom de personne de basse latinité Calvinu(s) ou Calvinius (+ -acum), littéralement Chauvin « le chauve ». Il s'agit d'une forme normano-picarde avec maintien du [ka] (ca) initial.
*Calviniacum a donné selon les dialectes et les langues : Chauvigny, Chauvigné, Chalvignac, Cauvignac, Calviac, etc. répertoriés par Albert Dauzat et Charles Rostaing.
Les habitants de la commune sont les Mavais. Cette appellation remonterait à la grande Jacquerie au XIVe siècle, lorsque nobles et gentilshommes, avec comme chef « Charles-le-Mauvais », luttent contre les Jacques, nom donné aux paysans révoltés du village.

## Histoire
Au XIXe siècle, on fabriquait des calicots et des mouchoirs, ainsi que des boutons en poil de chèvre. Le village possédait aussi une tabletterie.
Le village a été desservi  de 1880 à 1948 par la gare de Cauvigny-Novillers sur le  chemin de fer de Hermes à Beaumont, une des lignes de chemin de fer secondaire à voie métrique du réseau des Chemins de fer départementaux de l'Oise. Elle a été construite et exploitée par la Compagnie du chemin de fer d'Hermes à Beaumont, incorporée en 1919 à la compagnie générale de voies ferrées d'intérêt local (CGL).

Le Chemin de fer d'Hermes à Beaumont
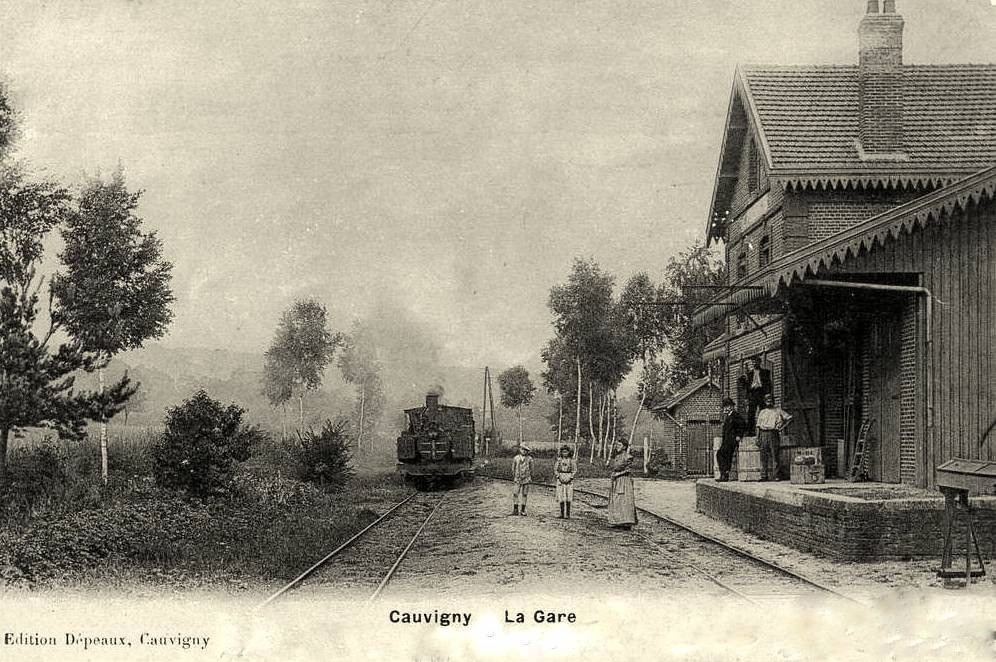
La gare
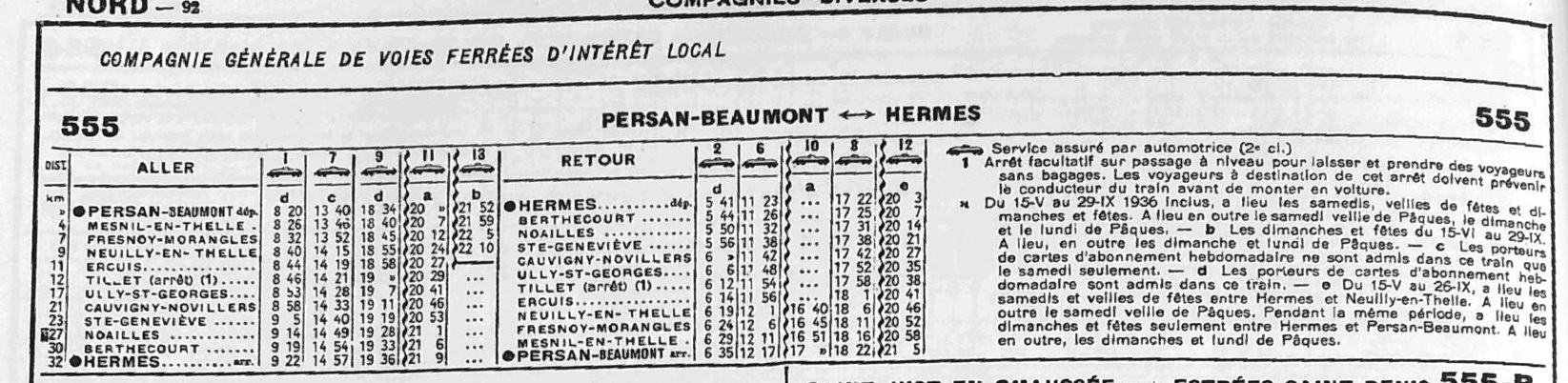
Horaires de la ligne en 1936

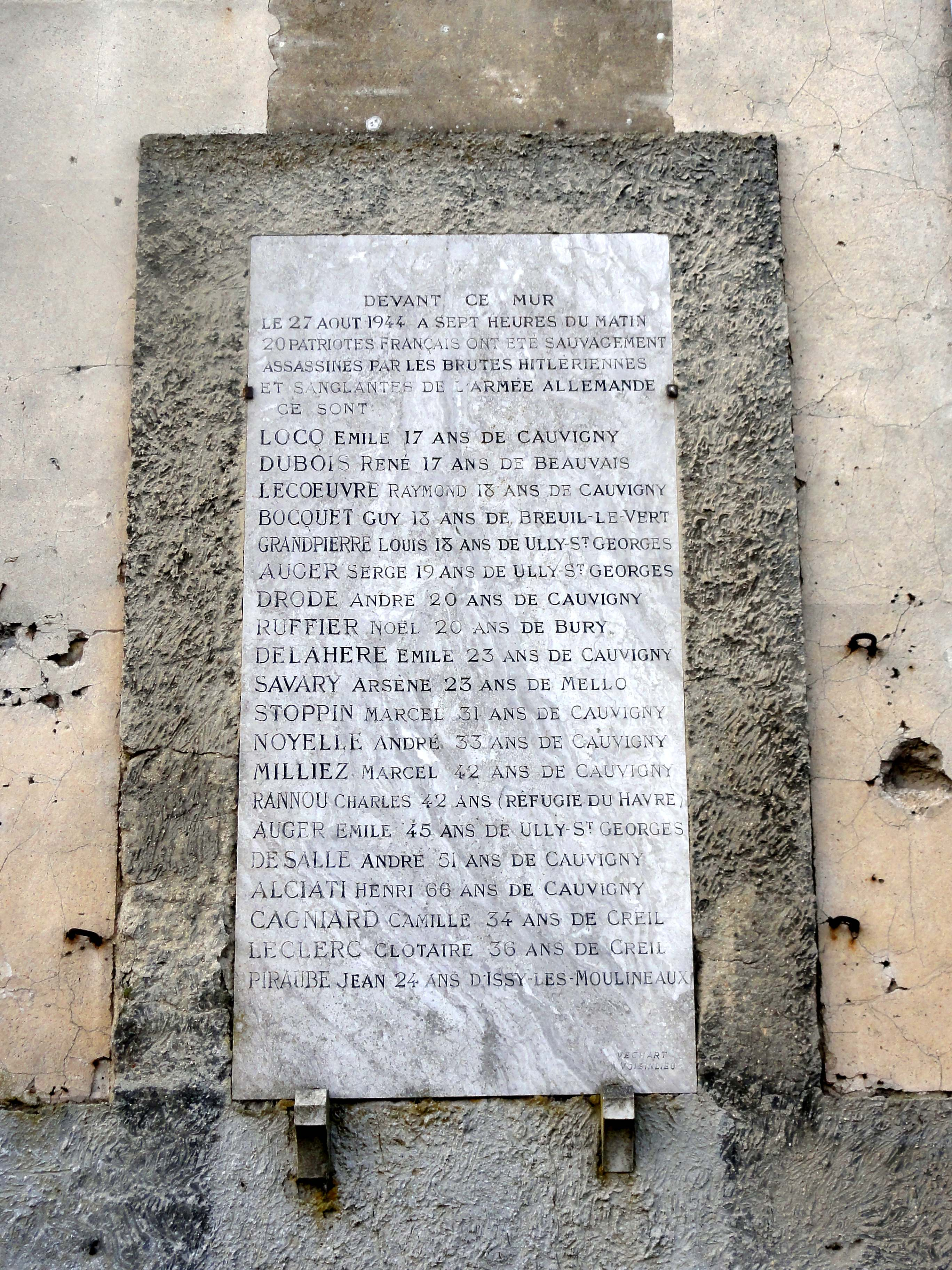
Plaque commémorative, place des fusillés.

À la fin de la Seconde Guerre mondiale, lors des combats de la libération de la France le village est marqué par un massacre de 20 habitants par les Allemands, sans doute de la 3e Panzerdivision SS Totenkopf, que le maire de l'époque relate dans le registre des délibérations du conseil municipal : « Au mois de juillet 1944, un groupe de la Résistance vint se réfugier au hameau de Châteaurouge. [...] Le 23 août, quelques hommes de ce groupe décidèrent de se mettre en embuscade dans un bois situé non loin de Cauvigny […] ils voulaient surveiller une route assez empruntée par les Allemands. », ils y croisèrent un véhicule occupé par des SS et « envoyèrent une rafale de mitraille » sur ses occupants ». « Deux furent tués et le troisième qui était blessé fut fait prisonnier » Le prisonnier fut emmené à Château Rouge, « dans une maison située à l'extrémité du village ». Le 27 août, un détachement allemand « portant comme insigne une tête de mort » encercla Château Rouge. Les habitants, au nombre d'une centaine, furent rassemblés près de la chapelle. « Les hommes furent alignés le long d'un mur face à la route ». Présent aux côtés du chef du détachement allemand, le prisonnier libéré « désigna un à un tous les hommes qu'il reconnut pour lui avoir rendu visite dans son cachot et ils furent fusillés  sous les yeux des femmes et des enfants épouvantés à la vue de ce massacre ». La mort de ces quinze hommes « n'était pas encore assez ». « On prit au hasard cinq autres qui partagèrent le sort de leurs malheureux concitoyens », relate encore l'ancien maire. « Le chef des criminels » ordonna ensuite aux habitants de creuser une fosse commune pour inhumer les vingt cadavres. « Les bourreaux […] n'attendirent pas que la fosse soit creusée. Ils étaient pressés de se rendre à 12 km de Cauvigny, à Andeville, où ils massacrèrent 17 autres Français ».
La commune a été marquée par des activités industrielles, et, dans les années 1990, 1000 employés y travaillaient, dont 550 à la Greenfiltre et 350 à Durat (automobile). Ils n'étaient plus que 100 au recensement de 1999,.

## Politique et administration

### Rattachements administratifs et électoraux
La commune se trouve dans l'arrondissement de Beauvais du département de l'Oise. Pour l'élection des députés, elle fait partie de la deuxième circonscription de l'Oise.
Elle faisait partie depuis 1801 du canton de Noailles. Dans le cadre du redécoupage cantonal de 2014 en France, la commune fait désormais partie du canton de Chaumont-en-Vexin.

### Intercommunalité
La commune faisait partie de la communauté de communes du pays de Thelle, créée en 1996.
Dans le cadre des dispositions de la loi portant nouvelle organisation territoriale de la République (Loi NOTRe) du 7 août 2015, qui prévoit que les établissements publics de coopération intercommunale (EPCI) à fiscalité propre doivent avoir un minimum de 15 000 habitants, le préfet de l'Oise a publié en octobre 2015 un projet de nouveau schéma départemental de coopération intercommunale, qui prévoit la fusion de plusieurs intercommunalités, et en particulier  de la communauté de communes du Pays de Thelle et de la communauté de communes la Ruraloise, formant ainsi une intercommunalité de 42 communes et de 59 626 habitants,.
La nouvelle intercommunalité, dont est membre la commune et dénommée communauté de communes Thelloise, est créée par un arrêté préfectoral du 30 novembre 2016 qui a pris effet le 1er janvier 2017.

### Liste des maires
| Période                                  | Période  | Identité                 | Étiquette | Qualité |
| ---------------------------------------- | -------- | ------------------------ | --------- | ------- |
| Les données manquantes sont à compléter. |          |                          |           |         |
| avant 1944                               |          | Louis-Léonard Desjardins |           |         |
| Les données manquantes sont à compléter. |          |                          |           |         |
| mars 2001                                | 2014     | Michel Vereecke          |           |         |
| 2014                                     | 2020     | Michel Druez             | SE        |         |
| 2020                                     | En cours | Francis Chable           |           |         |

## Équipements et services publics

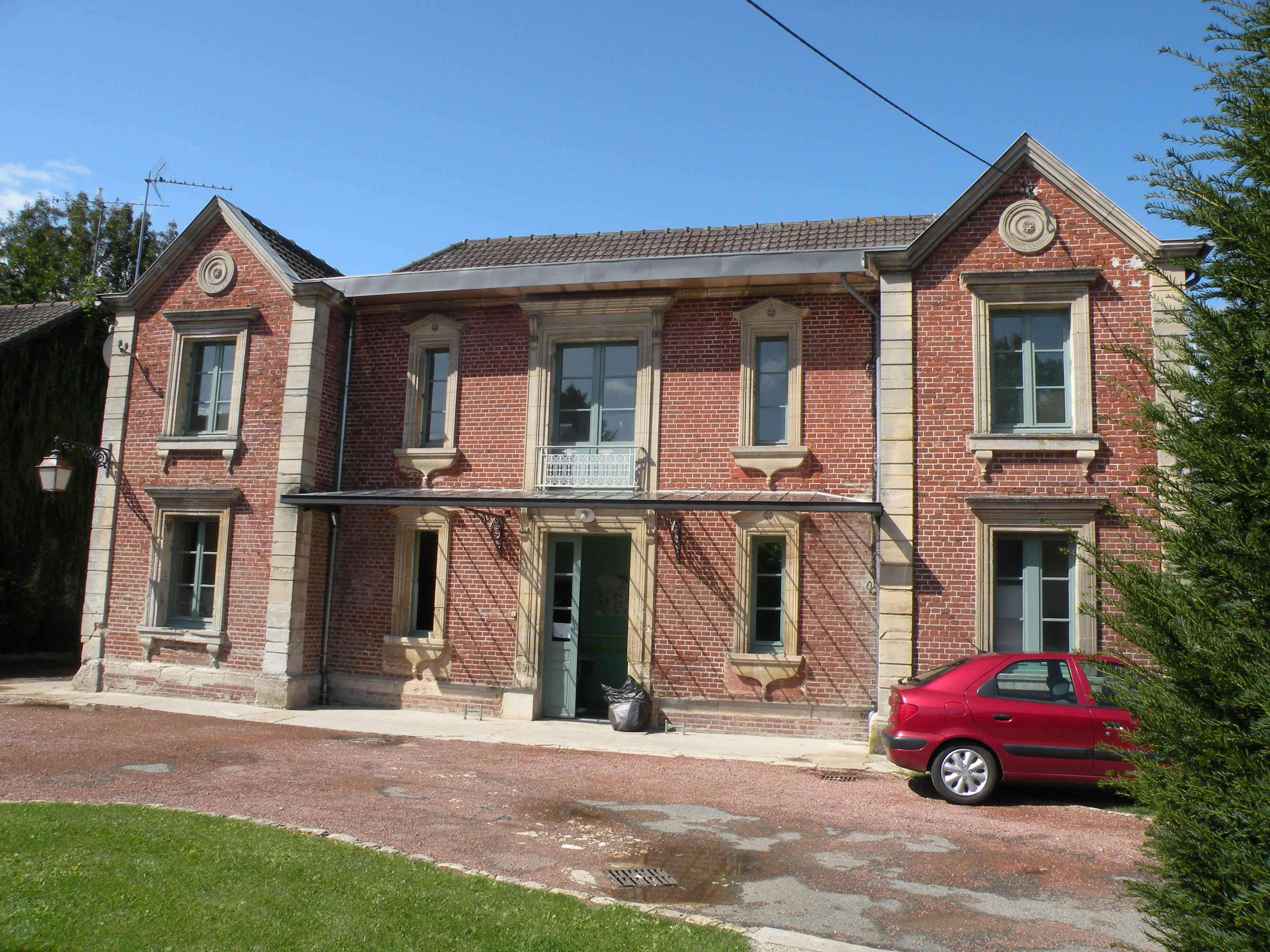
La bibliothèque.

### Enseignement
Les enfants du bourg sont scolarisés dans une école communale comprenant un centre périscolaire (cantine et centre de loisirs).

### Équipements culturels
La commune comprend une bibliothèque municipale.

## Population et société

### Démographie

#### Évolution démographique
L'évolution du nombre d'habitants est connue à travers les recensements de la population effectués dans la commune depuis 1793. Pour les communes de moins de 10 000 habitants, une enquête de recensement portant sur toute la population est réalisée tous les cinq ans, les populations de référence des années intermédiaires étant quant à elles estimées par interpolation ou extrapolation. Pour la commune, le premier recensement exhaustif entrant dans le cadre du nouveau dispositif a été réalisé en 2005.

En 2022, la commune comptait 1 675 habitants, en évolution de +2,82 % par rapport à 2016 (Oise : +0,87 %, France hors Mayotte : +2,11 %).
| 1793 | 1800 | 1806  | 1821  | 1831  | 1836  | 1841  | 1846  | 1851  |
| ---- | ---- | ----- | ----- | ----- | ----- | ----- | ----- | ----- |
| 822  | 940  | 1 046 | 1 009 | 1 025 | 1 009 | 1 031 | 1 010 | 1 039 |

| 1856  | 1861 | 1866 | 1872 | 1876  | 1881 | 1886 | 1891 | 1896 |
| ----- | ---- | ---- | ---- | ----- | ---- | ---- | ---- | ---- |
| 1 011 | 962  | 961  | 967  | 1 026 | 935  | 916  | 892  | 972  |

| 1901 | 1906  | 1911 | 1921 | 1926 | 1931 | 1936 | 1946 | 1954 |
| ---- | ----- | ---- | ---- | ---- | ---- | ---- | ---- | ---- |
| 931  | 1 007 | 932  | 846  | 899  | 866  | 701  | 766  | 739  |

| 1962 | 1968 | 1975 | 1982 | 1990  | 1999  | 2005  | 2006  | 2010  |
| ---- | ---- | ---- | ---- | ----- | ----- | ----- | ----- | ----- |
| 808  | 759  | 743  | 933  | 1 107 | 1 199 | 1 349 | 1 377 | 1 439 |

| 2015  | 2020  | 2022  | - | - | - | - | - | - |
| ----- | ----- | ----- | - | - | - | - | - | - |
| 1 610 | 1 629 | 1 675 | - | - | - | - | - | - |

#### Pyramide des âges
La population de la commune est relativement jeune.
En 2018, le taux de personnes d'un âge inférieur à 30 ans s'élève à 37,8 %, soit au-dessus de la moyenne départementale (37,3 %). À l'inverse, le taux de personnes d'âge supérieur à 60 ans est de 20,5 % la même année, alors qu'il est de 22,8 % au niveau départemental.
En 2018, la commune comptait 832 hommes pour 819 femmes, soit un taux de 50,39 % d'hommes, légèrement supérieur au taux départemental (48,89 %).
Les pyramides des âges de la commune et du département s'établissent comme suit.
| Hommes | Classe d’âge | Femmes |
| ------ | ------------ | ------ |
| 0,4    | 90 ou +      | 0,5    |
| 4,4    | 75-89 ans    | 4,8    |
| 15,5   | 60-74 ans    | 15,5   |
| 22,3   | 45-59 ans    | 22,0   |
| 19,0   | 30-44 ans    | 20,0   |
| 16,4   | 15-29 ans    | 16,0   |
| 22,0   | 0-14 ans     | 21,2   |

| Hommes | Classe d’âge | Femmes |
| ------ | ------------ | ------ |
| 0,5    | 90 ou +      | 1,4    |
| 5,5    | 75-89 ans    | 7,6    |
| 15,6   | 60-74 ans    | 16,3   |
| 20,8   | 45-59 ans    | 20     |
| 19,4   | 30-44 ans    | 19,4   |
| 17,6   | 15-29 ans    | 16,2   |
| 20,6   | 0-14 ans     | 19,1   |

## Économie
Le bourg compte en 2016 quelques commerces et services de proximité, ainsi que des artisans.
L'entreprise Presse informatique, spécialisée dans la gestion d'abonnements de presse, a été liquidée en 2010, avec ses 400 salariés. Son site de 6 000 m2 de bureaux implantés dans un ancien relais de chasse situé sur le plateau dominant la vallée du Thérain, fait faire l'objet d'une reconversion pour « faire de Cauvigny le centre de l'artisanat » et  a été acquis par  la commune avec le soutien du Département, afin de le transformer en locaux artisanaux et pépinière artisanale,. Certains bâtiments habitables ont été vendus et des locaux d'activité rénovés, permettant d'y accueillir en 2019 huit entreprises, généralement artisanales.

## Culture locale et patrimoine

### Lieux et monuments

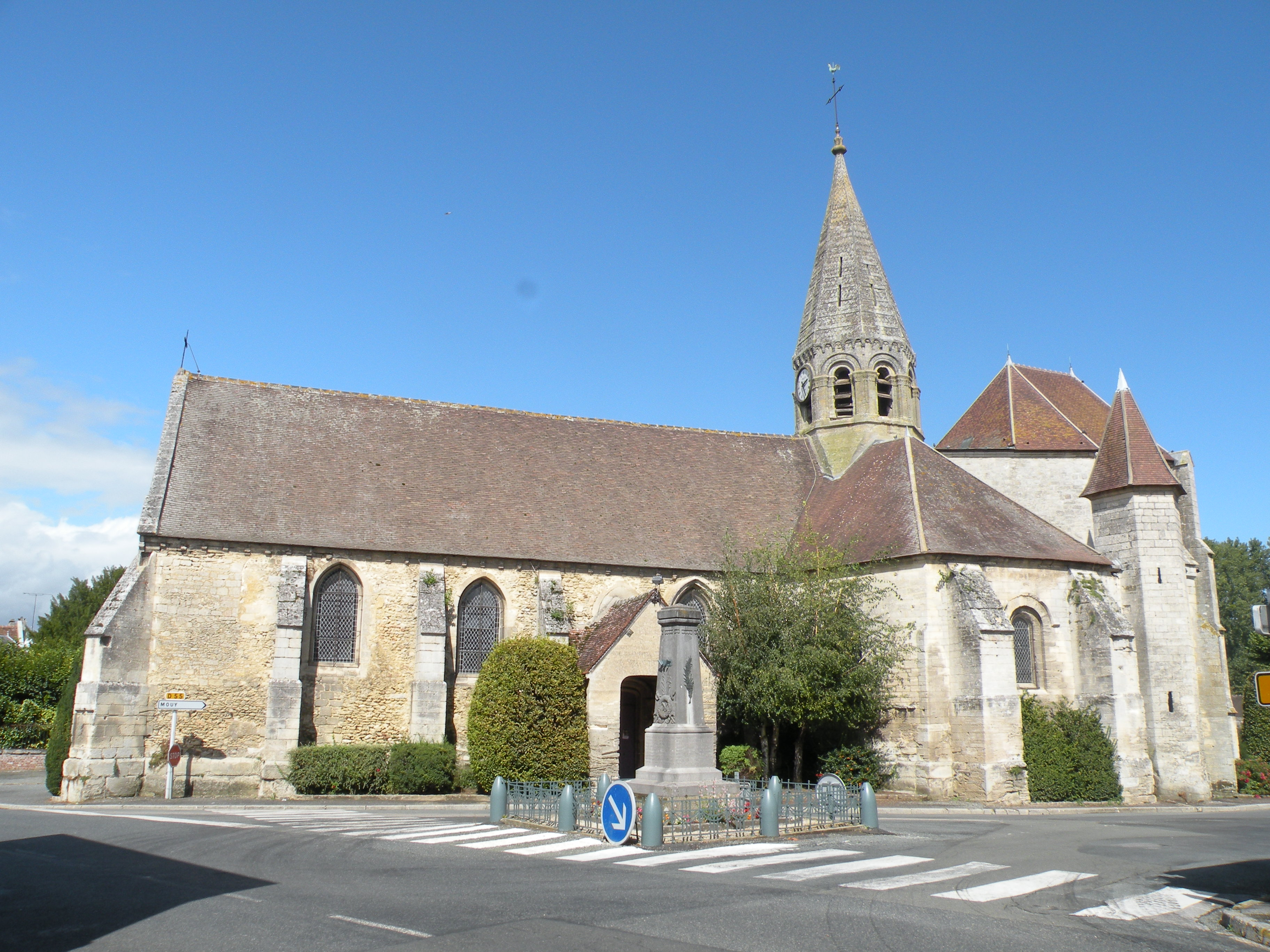
Église de Cauvigny.

Cauvigny compte deux monuments historiques sur son territoire :
- Église Saint-Martin, rue de Senlis et rue de Mouy (classée monument historique par arrêté du 20 octobre 1920[39]) : Sa fondation remonte au moins au XIe siècle, et le mur méridional de la nef englobe des vestiges de cette époque. L'église est principalement de style gothique flamboyant, et date pour l'essentiel du premier tiers du XVIe siècle, mais elle comporte des éléments intéressants de deux campagnes de construction au XIIe siècle. Ce sont d'abord trois voûtes d'ogives archaïques des années 1140, sans leurs supports, dans le collatéral nord ; puis le croisillon sud des années 1150 / 1160, qui a été reprise à la période flamboyante ; et surtout un élégant clocher octogonal de la fin du XIIe siècle avec une lanterne coiffée d'une flèche de pierre, qui compte parmi les plus beaux représentants de ce type de clocher dans la région. Le clocher, le croisillon sud, la tourelle d'escalier polygonale et la haute abside des années 1520 forment un ensemble pittoresque.

À l'intérieur, l'architecture du chœur est tout à fait remarquable, notamment pour son plan octogonal. La première travée s'ouvre depuis la base du clocher, et ses murs s'écartent progressivement afin d'obtenir une largeur plus importante à partir de l'arc-doubleau intermédiaire. Il n'y a pas de fenêtres dans cette travée, mais de grandes arcades assurent la communication avec les chapelles latérales. La seconde travée est une abside à pans coupés, très lumineuse grâce à quatre hautes fenêtres à verre transparent. Les voûtes sont agrémentées de liernes et tiercerons, et leurs nervures se fondent dans des piliers ondulés engagés dans les murs, qui sont munis de curieux chapiteaux pseudo-corinthiens.
Quant aux autres parties de l'église, elles offrent une rare complexité, avec de nombreuses campagnes de construction qui s'enchevêtrent, ce qui est particulièrement évident autour de la base du clocher. Néanmoins, la nef et son collatéral paraissent assez homogènes à la première vue,,.
- Chapelle Sainte-Restitute de Châteaurouge, au hameau de ce nom (classée monument historique par arrêté du 2 octobre 1961[43]) : Le nom du hameau est celui d'une forteresse ayant joué un rôle important pendant la guerre de Cent Ans et les guerres de Religion de la fin du XVIe siècle.

La chapelle est tristement célèbre pour avoir été le théâtre d'un massacre d'innocents lors de la Seconde Guerre mondiale, et elle en porte encore les traces (impacts de balles).
Elle représente aussi l'un des rares édifices religieux que le XVIIe siècle a donné dans le département. Il s'agit d'une chapelle seigneuriale, édifiée en 1625 pour le compte Gilles de Fay, seigneur de Fercourt, peu après le démantèlement de la forteresse. L'architecture baroque règne à cette époque, mais elle n'a pas connu une diffusion notable dans l'Oise, et la chapelle puise ses références dans le style flamboyant et dans la Renaissance.
Son décor sculpté était très soigné et d'une belle facture, mais il a été en partie abîmé tant à l'extérieur qu'à l'intérieur. De l'extérieur, c'est surtout la façade qui est remarquable, flanquée par une tourelle à lanternon à sa gauche, dont les baies sont flanquées par des pilastres cannelés. Le portail est encadré par deux paires de colonnettes doriques, qui supportent un entablement dont la frise est décorée de six rosaces. L'ensemble est couronné par un fronton en arc de cercle entre deux anges.
L'intérieur comporte trois travées droites et une abside à pans coupés, l'ensemble étant voûté d'ogives avec liernes et tiercerons, et les clés de voûte pendantes sont richement décorées. Comme particularité, les culots sur lesquels retombent les nervures des voûtes représentent des aigles aux ailes déployées dans la nef, et des anges tenant des banderoles ou des écussons dans le chœur. Sous chaque culot, se trouve une niche à statue au fronton triangulaire. Un petit autel est ménagé dans l'épaisseur du mur du chœur, bénéficiant lui aussi d'une décoration d'un grand raffinement. La chapelle est toujours restée propriété privée. Entre 1661 et 1712, trois messes y sont dites chaque semaine par un chapelain, grâce à une fondation par Anne du Fay, dame de Châteaurouge. La chapelle est désaffectée au culte à la Révolution, et le culte n'y est rétabli que pour une courte durée en 1862,. Propriété privée, elle est mise en vente en 2019

La chapelle Sainte-Rectitude
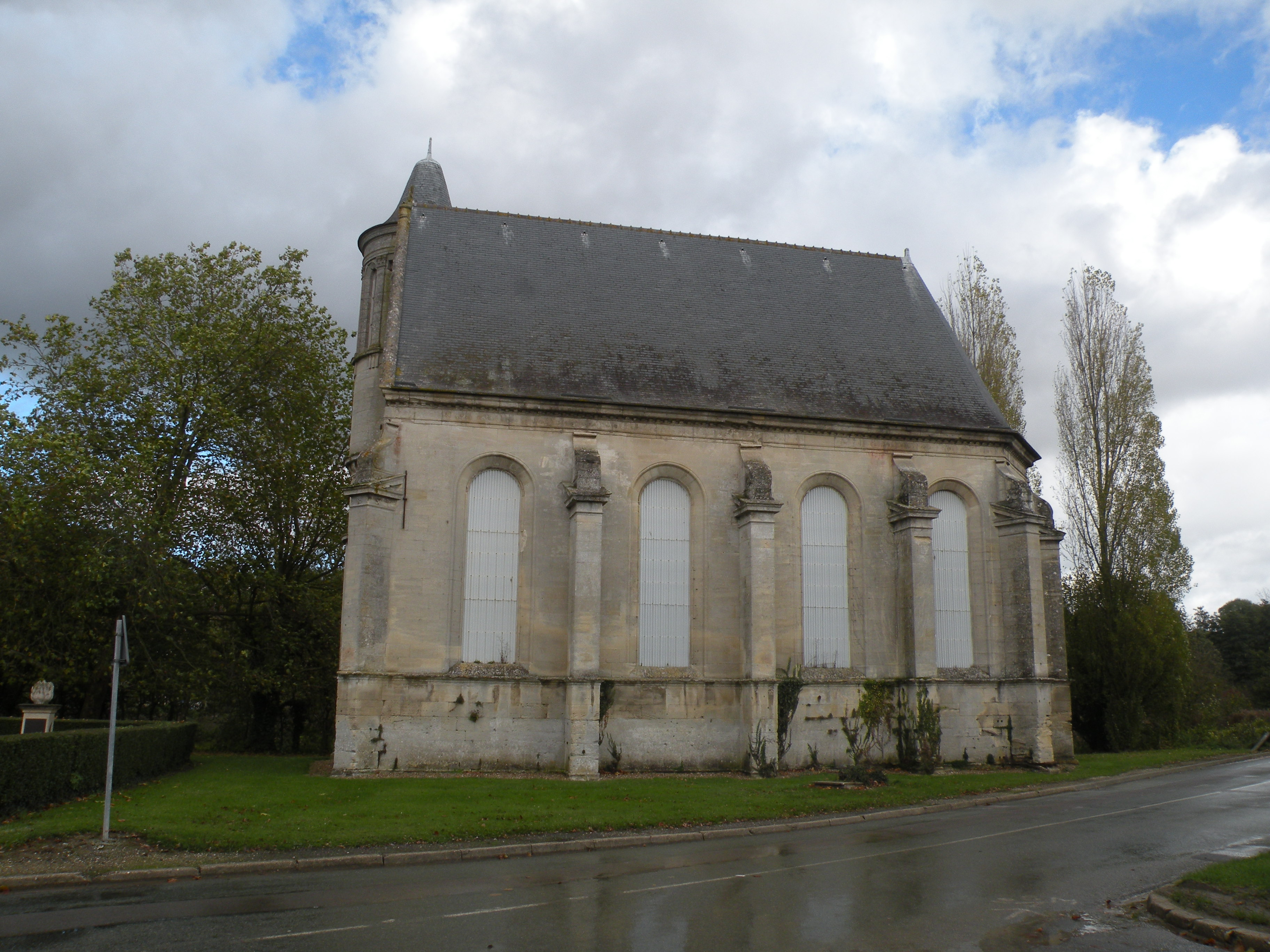
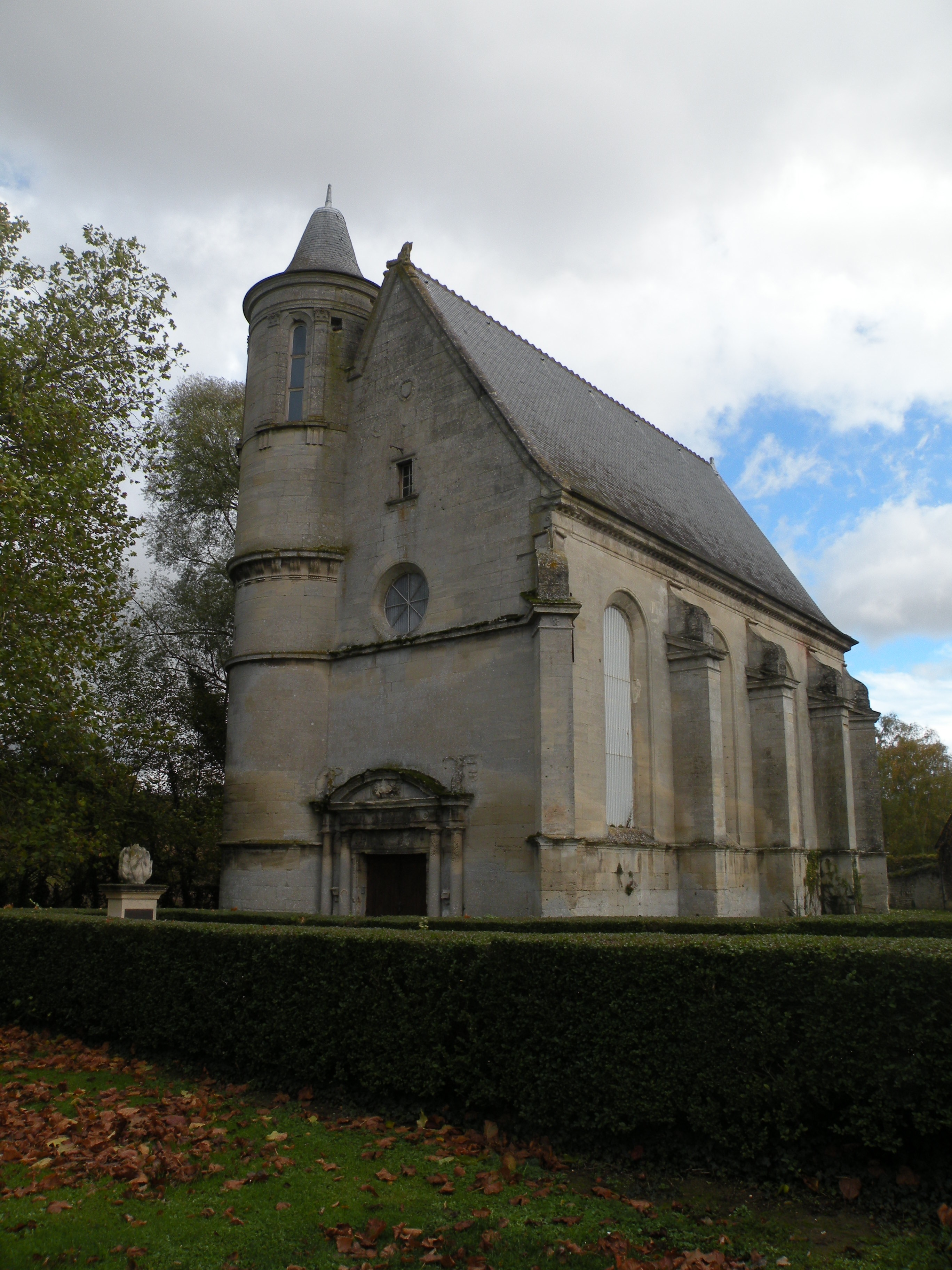
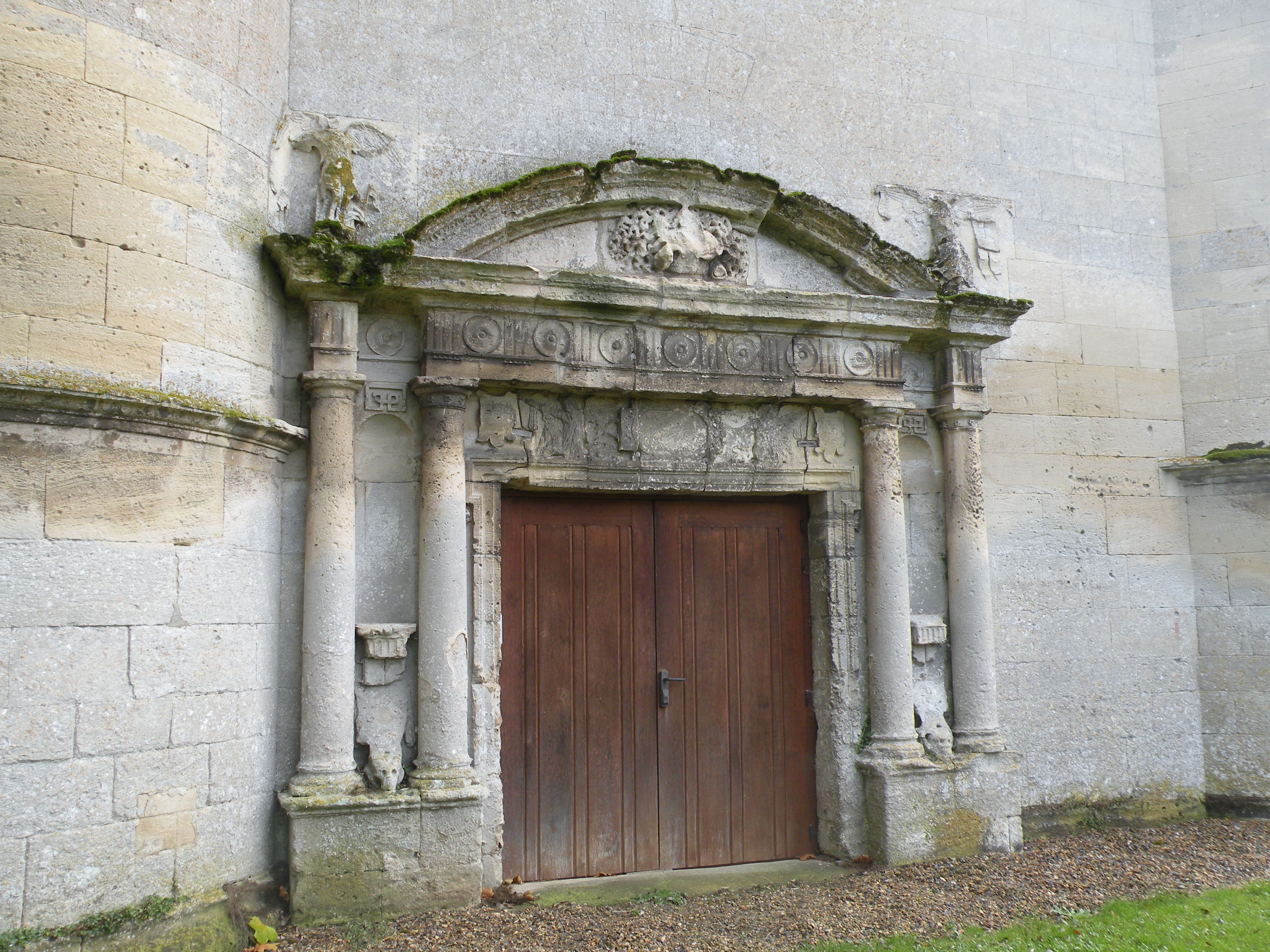
Portail de style classique
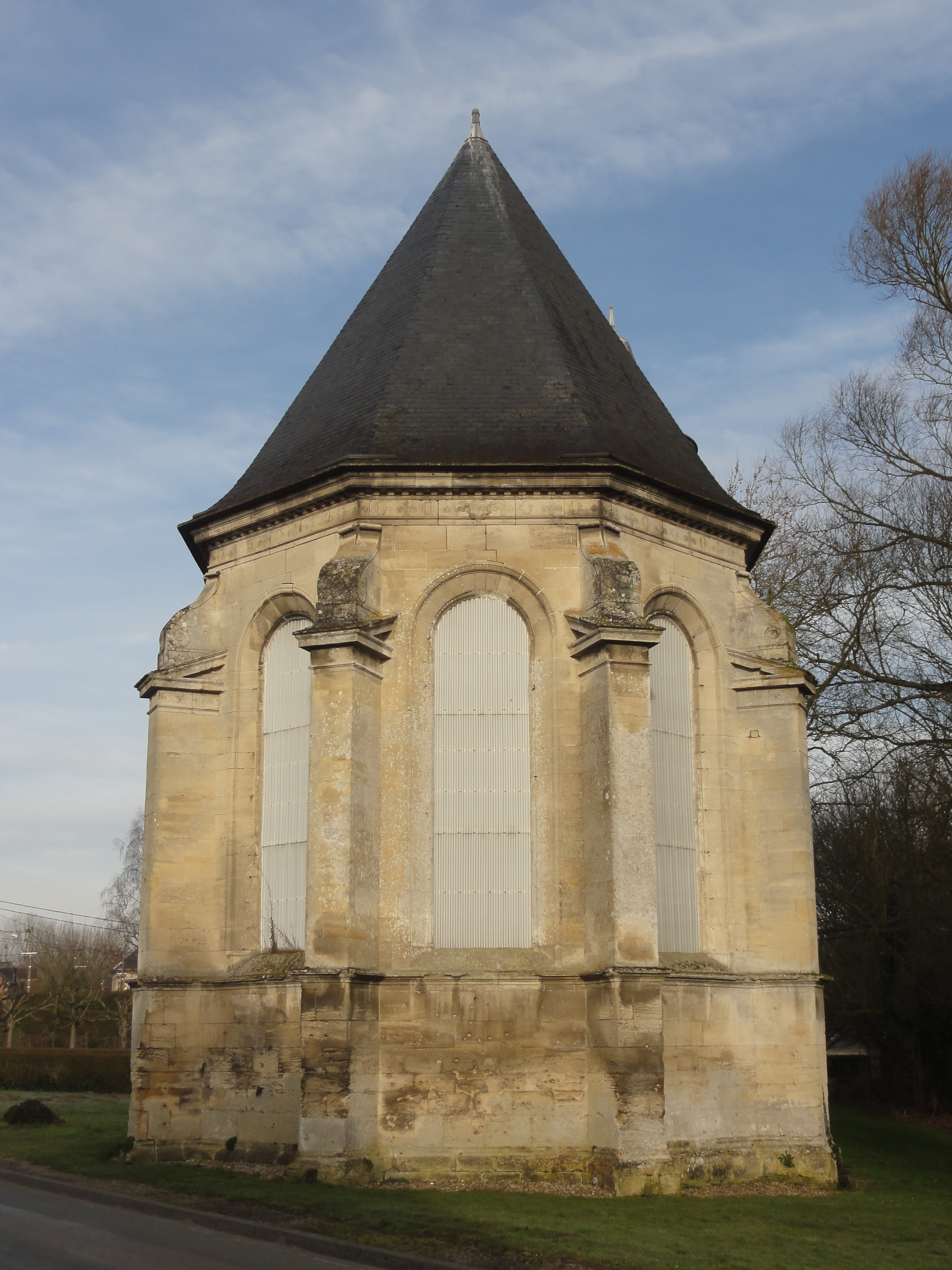
Chevet

On peut également signaler :
- A château Rouge, le mémorial aux fusillés.
- Les vestiges de l'ancienne gare, 23 ryue du Général de Gaulle.

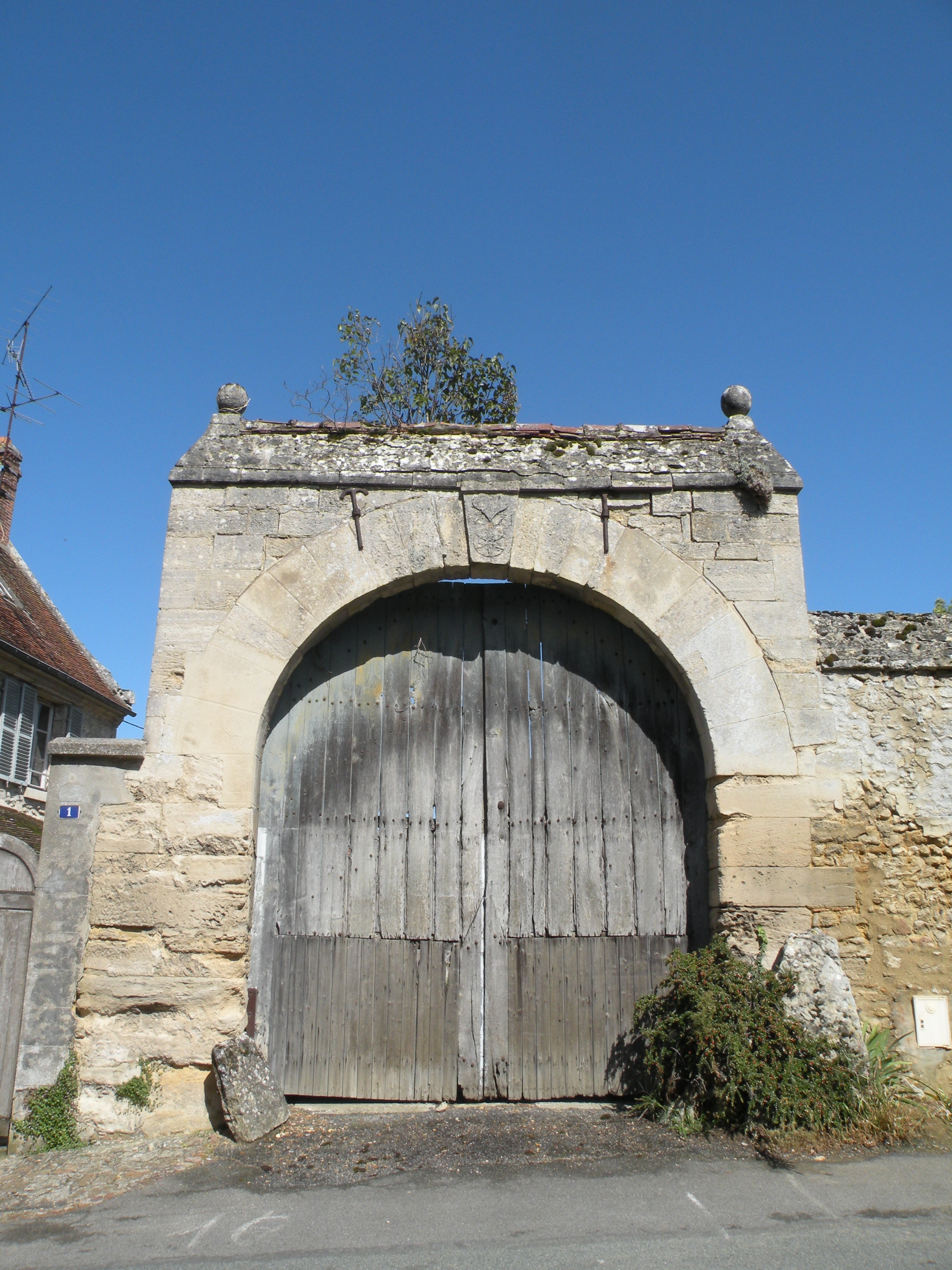
Porte de ferme, rue du Chateau rouge.
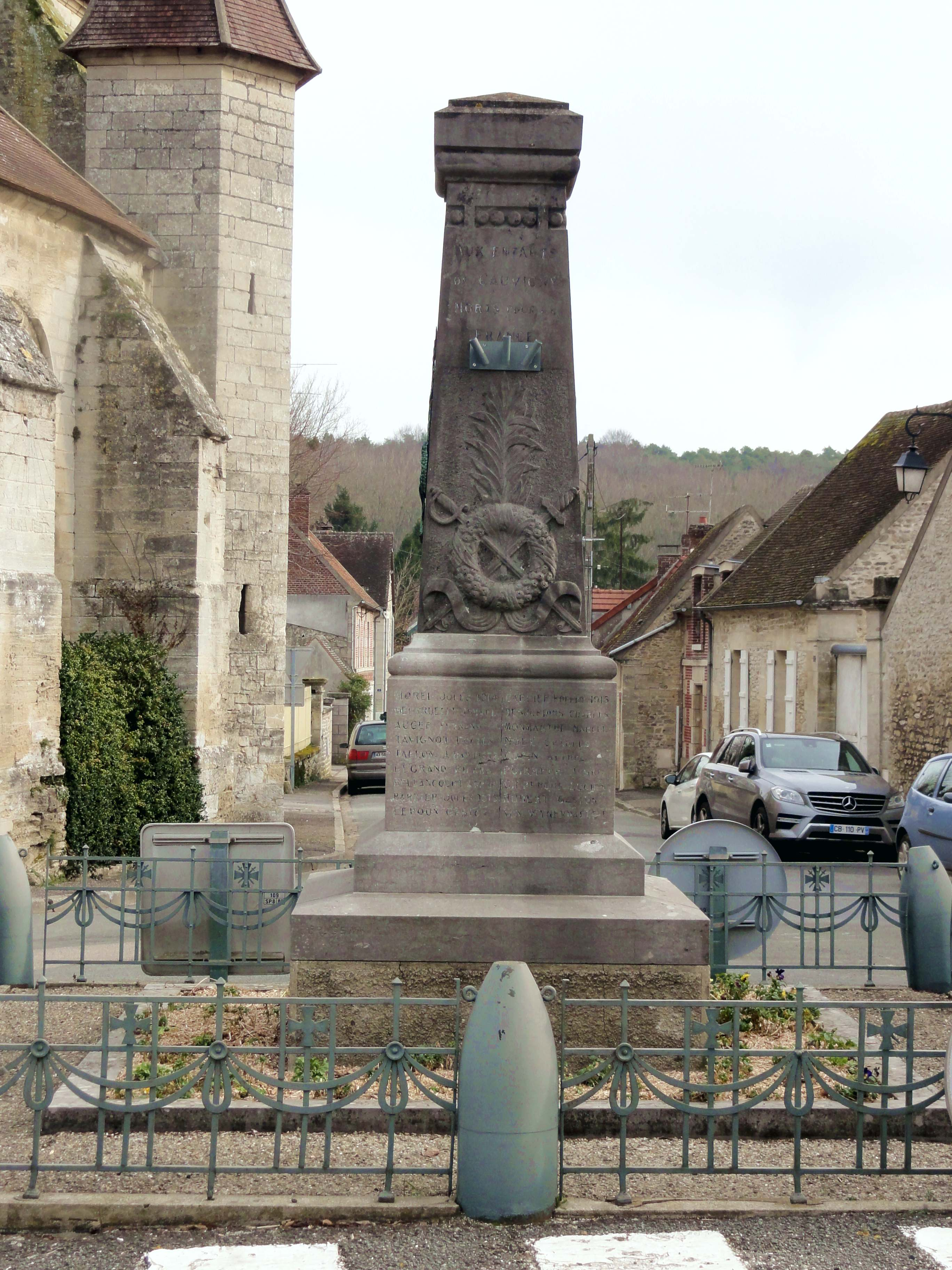
Monument aux morts.
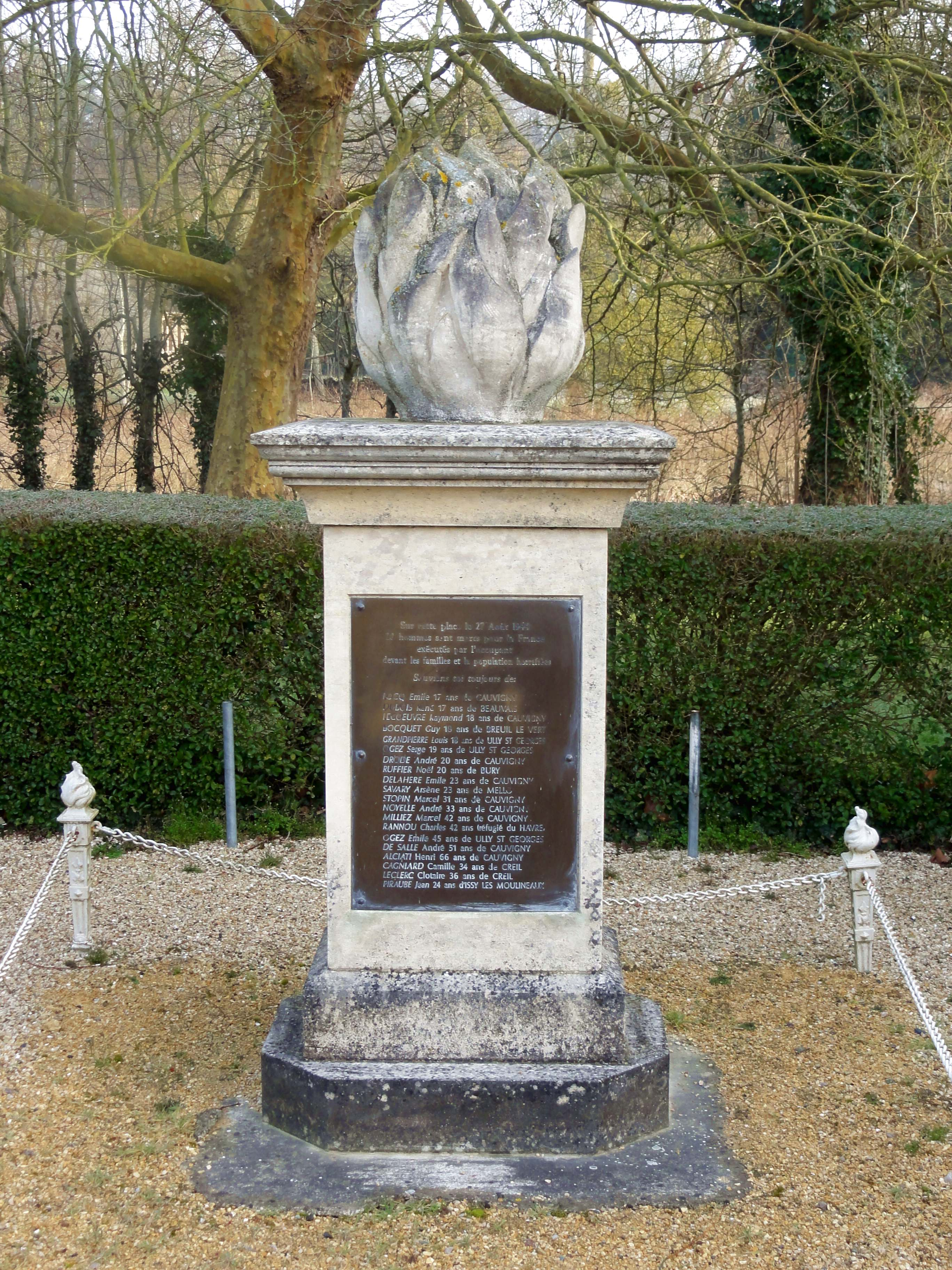
Monument aux fusillés du 27 août 1944

### Personnalités liées à la commune
- Jacques Isoré, né le 16 janvier 1758 à Cauvigny et mort le 11 juin 1839 à Liancourt, révolutionnaire et homme politique, député de 1792 à 1795.
- André Siméon (1893-1970), acteur né à Cauvigny et décédé à Los Angeles .
- Mireille Hartuch, dite Mireille (1906-1996), chanteuse (compositrice-interprète), actrice et animatrice de télévision française, fondatrice du petit conservatoire de la chanson et chanteuse, y séjourna.
- L'écrivain Francis Ambrière était installé au hameau de Bonvillers depuis 1951 jusqu'à sa mort en 1998, avec son épouse Madeleine, ancien professeur de la Sorbonne[47].